# Жамантуз (озеро, Тайыншинский район)
Жамантуз (каз. Жамантұз) — горько-солёное озеро в Тайыншинском районе Северо-Казахстанской области Казахстана. Относится к бассейну реки Ишим. Находится в 3 км к юго-востоку от села Рощинское. Высота над уровнем моря — 118,7 м.
Площадь 29,6 км², длина 16,5 км, ширина 6,4 км. Питание снегодождевое и грунтовое. Весной объединяется с соседним озером Кишкенесор. Берега плоские: южные — глинистые, северные — обрывистые. Покрывается льдом в ноябре — апреле. Пойма используется как сенокосы, пастбище.